# Bert Balte
Bert Balte (* 28. Februar 1963 in Amsterdam, Niederlande) ist ein ehemaliger niederländischer Fußballspieler und heutiger -trainer. Er kam 1971 als Achtjähriger mit seiner Familie nach Deutschland, wo er seitdem lebt.

## Karriere
Balte spielte bis 1981 beim ASV Landau und ging anschließend zum FK Pirmasens in die Oberliga. Über den FK Clausen (1985/86) kam Balte 1986 zum 1. FSV Mainz 05, mit dem er 1988 in die 2. Bundesliga aufstieg und dort 15-mal zum Einsatz kam. 1989 verließ er die Nullfünfer und wechselte zum SV Wehen Taunusstein, dem heutigen SV Wehen Wiesbaden.
Als Trainer betreute er unter anderem den Mainzer Stadtteilklub SV Gonsenheim, Fiam Italia Mainz und den VfB Bodenheim. Von 2008 bis zu seinem Rücktritt Anfang September 2012 war er Trainer des TSV Schott Mainz. Er erreichte mit dem Team drei Aufstiege in Folge – von der Bezirksklasse bis in die Verbandsliga. Nach einem einjährigen Intermezzo beim Bezirksklassisten SV Bretzenheim übernahm Balte zu Beginn der Spielzeit 2013/14 den Trainerposten beim SVW Mainz, der in der südwestdeutschen Landesliga Ost spielt. Am 13. September 2016 trat er als Trainer zurück. Wenige Wochen später wurde Balte Trainer des Landesligisten SpVgg Ingelheim. Zum Ende der Spielzeit 2016/17 stieg er mit der Mannschaft in die Bezirksliga Rheinhessen ab. Balte beendete seine Tätigkeit in Ingelheim am 14. September 2018.
Ab der Saison 2019/20 trainiert Balte den 1817 Mainz in der B-Klasse.